# Liste von Parteien in Uruguay
Hier werden die wichtigsten politischen Parteien in Uruguay aufgelistet. 
Uruguay hat bereits seit der ersten Hälfte des 19. Jahrhunderts ein Mehrparteiensystem.
| Name                                     | Kürzel   | Politische Richtung                    | Gründung |
| ---------------------------------------- | -------- | -------------------------------------- | -------- |
| Partido Colorado                         | /        | liberal                                | 1836     |
| Partido Nacional                         | Blanco   | konservativ                            | 1836     |
| Partido Comunista de Uruguay             | PCU      | kommunistisch                          | 1920     |
| Partido Demócrata Cristiano              | PDC      | christlich-konservativ                 | 1962     |
| Partido por el Gobierno del Pueblo       | Lista 99 | linksdemokratisch                      | 1962     |
| Frente Amplio                            | FA       | linkes Parteibündnis                   | 1971     |
| Partido de los Trabajadores              | /        | sozialistisch                          | 1980     |
| Nuevo Espacio                            | /        | gemäßigtes linkes Parteibündnis        | 1994     |
| Partido Independiente                    | PI       | sozialdemokratisch / christlich-sozial | 2003     |
| Partido Ecologista Radical Intransigente | PERI     | ökologisch                             | 2014     |
| Partido de la Gente                      | /        | konservativ                            | 2016     |
| Cabildo Abierto                          | /        | rechtskonservativ                      | 2019     |